# In giro con due americani
In giro con due americani (Abroad with Two Yanks) è un film del 1944 diretto da Allan Dwan.
È un film commedia statunitense con William Bendix, Helen Walker e Dennis O'Keefe incentrati su due Marine di stanza in Australia dopo la battaglia di Guadalcanal innamorati della stessa donna.

## Colonna sonora
- I Don't Believe In Rumors - scritta da Harry Glick e Jimmy Lambert
- It All Comes Back To Me Now - scritta da Alex Kramer, Joan Whitney e Hy Zaret
- We Could Make Such Beautiful Music Together - scritta da Henry Manners e Robert Sour
- The Things That Mean So Much To Me - scritta da Ben Raleigh e Bernie Wayne
- The Same Old Story - scritta da Michael Field e Newt Oliphant

## Distribuzione
Il film fu distribuito negli Stati Uniti dal 4 agosto 1944 (première il 24 luglio 1944) dalla United Artists.
Altre distribuzioni del film furono:
- in Svezia il 23 dicembre 1944 (Kjolfeber)
- in Australia il 5 aprile 1945
- in Portogallo l'11 giugno 1945
- in Finlandia il 25 maggio 1951 (Jenkit hameissa)
- in Portogallo l'8 gennaio 2010 (Dois Romeus Sem Julieta, Cinemateca Portuguesa)
- in Brasile (Dois Romeus Sem Julieta)
- in Italia (In giro con due americani)

## Critica
Secondo il Morandini il film è una "buffa commedia avventurosa" diretta con mirabile maestria dal regista Dwan. Gli interpreti risultano "simpatici".

## Promozione
La tagline è: "Two roaring Romeos who thought even the dames were on lend lease!".